# 키드 프롬 클리블랜드
《키드 프롬 클리블랜드》(The Kid from Cleveland)는 미국에서 제작된 1949년 스포츠 드라마 영화이다. 조지 브렌트, 린 바리, 러스 탬블린 등이 출연했으며, 리퍼블릭 픽처스에서 배급을 맡았다.

## 출연
- 조지 브렌트 - 마이크 잭슨 역
- 린 바리 - 캐서린 잭슨 역
- 러스 탬블린 - 조니 배로스 역
- 토미 쿡 - 댄 "더 키드" 허드슨 역
- 앤 도란 - 에밀리 배로스 노바크 역
- 루이스 진 하이트 - 칼 노바크 역
- K. 엘모 로 - 데이브 조이스/제이크 도슨 역
- 존 베라디노 - 맥, 더 펜스 역

### 클리블랜드 인디언스 선수단
아래의 선수들은 본인 역으로 출연하였다.
- 빌 비크 (구단주)
- 루 부드로
- 트리스 스피커
- 행크 그린버그
- 밥 펠러
- 진 비어든
- 사첼 페이지
- 밥 레몬
- 스티브 그로멕
- 조 고든
- 미키 버넌
- 켄 켈트너
- 레이 분
- 데일 미첼
- 래리 도비
- 밥 케네디
- 짐 헤건